# Wilhelm Ebert (SS-Mitglied)
Karl Albert Wilhelm Ebert (* 18. August 1904 in Wolmirstedt; † 1. April 1995 in Dormagen) war ein deutscher SS-Untersturmführer, Gestapo-Beamter und Angehöriger des Sonderkommandos 4b der Einsatzgruppe C.

## Leben
Wilhelm Ebert war der Sohn eines Maschinenarbeiters. Nach dem Besuch der Volksschule begann er eine Ausbildung zum Mechaniker und arbeitete bis 1925 in diesem Beruf. Seit 1925 diente er in der Schutzpolizei von Sachsen-Anhalt. Im Jahre 1936 wurde er zur Politischen Polizei versetzt. Zum 1. Mai 1937 trat er der NSDAP bei (Mitgliedsnummer 6.042.771).
Von Januar 1940 bis Juni 1941 wurde er bei der Gestapo Brünn zur Bekämpfung von „Widerstandsgruppen“ eingesetzt. Danach wurde er in Bad Schmiedeberg dem Sonderkommando 4b zugeteilt. In Kirowograd leitete er Erschießungen und tötete auch selbst Gefangene. Vom 23. August bis 5. September 1941 ermordete das Kommando 519 Gefangene, darunter 435 Juden. Bei Poltawa leitete er auf Befehl seines Kommandoführers Fritz Braune den Abtransport von etwa 600 Patienten einer psychiatrischen Anstalt, die danach unter seiner Leitung erschossen wurden. Nach seiner Rückkehr nach Dessau besuchte er einen Hundeführerlehrgang der Sipo. Anschließend wurde er nach Kiew versetzt, wo er bis spätestens Anfang 1943 eine Dienststelle der deutschen Kriminalpolizei leitete. Danach kehrte er zur Gestapo-Dienststelle in Dessau zurück. Nach seiner eigenen Aussage hat er sich gegen Kriegsende zur Wehrmacht gemeldet.
Am 7. Mai 1945 kam er in amerikanische und britische Kriegsgefangenschaft, aus der er im Juli 1945 entlassen wurde. In Waltrop arbeitete er in der Landwirtschaft. Im Jahre 1952 bewarb er sich in Hamburg bei einer Dienststelle des Bundeskriminalamtes. Am 1. Juli 1955 wurde er bei der Kreispolizeibehörde in Recklinghausen angestellt, ohne Angaben zu seiner Beteiligung an Kriegsverbrechen gemacht zu haben. Hierfür wurde er nach Aufdeckung seiner Beteiligung am 20. März 1963 festgenommen. Noch in der gleichen Nacht unternahm er einen Suizidversuch. Das Landgericht Düsseldorf verurteilte ihn am 12. Januar 1973 wegen Beihilfe zum Mord an mindestens 603 Menschen zu fünf Jahren Gefängnis. Der Bundesgerichtshof bestätigte das Urteil am 1. April 1976.